# Relations entre la Belgique et le Monténégro
Les relations entre la Belgique et le Monténégro sont des relations internationales s'exerçant entre deux États, la Belgique et le Monténégro. Elles sont structurées par deux ambassades, l'Ambassade du Monténégro en Belgique et son homologue l'Ambassade de Belgique en Serbie, cette dernière couvrant les relations diplomatiques à la fois avec le Monténégro et la Serbie.
Elles ont débuté après l'indépendance du Monténégro, des suites du Référendum de 2006 sur l'indépendance du Monténégro. Elles sont, pour partie, la continuation des relations entre la Belgique et la Serbie dont le Monténégro a fait sécession.

## Histoire des relations belgo-monténégrines
Les relations diplomatiques officielles entre la Belgique et la Serbie remontent à 1879.
En janvier 2015, le Ministre belge des Affaires étrangères Didier Reynders se rend au Monténégro. Il incite à cette occasion les Monténégrins à poursuivre les réformes entreprises en vue d'une part d'une adhésion à l'OTAN, d'autre part d'une adhésion à l'Union européenne. Son homologue, le Ministre monténégrin des Affaires étrangères, Igor Lukšić, s'est lui dit désireux de « renforcer les investissements belges au Monténégro ».

## Représentations
La représentation diplomatique belge pour le Monténégro a la particularité d'être commune avec sa représentation diplomatique auprès de la Serbie, au sein de Ambassade de Belgique en Serbie. La Belgique dispose d'un consulat à Budva, au Monténégro.